# Димитрис Дијамантидис
Димитрис Дијамантидис (грч. Δημήτρης Διαμαντίδης; Касторија, 6. мај 1980) је бивши грчки кошаркаш. Играо је на позицији плејмејкера.

## Каријера
Каријеру је започео у солунском Ираклису, а 2004. је прешао у атински Панатинаикос са којим је освојио девет титула шампиона Грчке, десет трофеја победника купа Грчке и три титуле првака Евролиге.
Са сениорском репрезентацијом Грчке је освојио Европско првенство 2005. у Србији и Црној Гори, када је у полуфиналу против Француске дао тројку у последњој секунди меча. Такође на Светском првенству 2006. у Јапану освојио је сребрну медаљу (Грчка поражена у финалу од Шпаније).

## Успеси

### Клупски
- Панатинаикос:
  - Евролига (3): 2007, 2009, 2011.
  - Првенство Грчке (9): 2005, 2006, 2007, 2008, 2009, 2010, 2011, 2013, 2014.
  - Куп Грчке (10): 2005, 2006, 2007, 2008, 2009, 2012, 2013, 2014, 2015, 2016.

### Појединачни
- Идеални тим Евролиге — деценија 2000—2010
- Идеални тим Евролиге — деценија 2010—2020
- Најкориснији играч Евролиге (1): 2011.
- Најкориснији играч фајнал фора Евролиге (2): 2007, 2011.
- Најбољи одбрамбени играч Евролиге (6): 2005, 2006, 2007, 2008, 2009, 2011.
- Идеални тим Евролиге — прва постава (4): 2007, 2011, 2012, 2013.
- Најкориснији играч Првенства Грчке (6): 2004, 2006, 2007, 2008, 2011, 2014.

### Репрезентативни
- Европско првенство:  2005.
- Светско првенство:  2006.
- Медитеранске игре:  2001.